# おおたえみり
おおた えみり（1992年9月14日 - ）は、日本の女性シンガーソングライター。兵庫県出身。所属レーベルはcutting edge、所属事務所はヤマハミュージックパブリッシング。

## 来歴
3歳からピアノを習い始め、小学4年生の頃に初めて曲を作った。現在に通じるような歌詞付きの曲を最初に作ったのは14歳くらいの頃。
2007年、15歳の時にヤマハグループが主催する23歳以下限定の音楽コンテスト「The 1st Music Revolution JAPAN FINAL」に出場。電子ピアノの弾き語りで創作初期の楽曲「情の苗（じょうのなえ）」を披露、グランプリを受賞した。審査員を務めた小西康陽によると、彼と小森田実はおおたを推していたが、ヤマハのスタッフたちはどこか困惑していたという。
2008年、地元のライブハウスで弾き語りのマンスリーライブをスタートさせ、その後、関西を中心に定期的にライブ活動を行う。それと併行して、オリジナル楽曲の制作・レコーディングを行うようになる。
2010年6月18日、ヤマハの配信レーベル・asovinaから配信限定シングル「最短ルート/セデス」をリリース。24日、Ustreamでピアノ弾き語りライブを開催。
同年8月25日、2作目の配信限定シングル「カーテン/きんちゃく」をasovinaからリリース。
同年12月22日、3作目の配信限定シングル「集合体/Wake Up おじさん」をasovinaからリリース。24日、発売を記念してUstreamを使ったライブ中継「おおたえみり USTREAMライブ」を実施。
2012年8月1日、DVD＋CDシングル「セカイの皆さんへ/集合体」でcutting edgeからメジャーデビュー。8月10日、ほぼ日刊イトイ新聞において、ピアノとボーカルというシンプルな構成でライブ「ほぼ日ピアノの夜　おおたえみりピアノショウ。」を行った。同時中継していたUstreamとニコニコ生放送では、2万人を超える視聴者を集めた。
同年11月21日、2nd DVD&CD作品「セカイの皆さんへ2/最短ルート」をリリース。
同年12月21日、ライブ「ほぼ日ピアノの夜　おおたえみりピアノショウ。ふたたび。」を開催、Ustreamとニコニコ生放送で生中継された。
2013年1月30日、3rd DVD&CD作品「セカイの皆さんへ3/かごめかごめ'12」をリリース。
同年8月28日、1stミニアルバム「ルネッサンス」をリリースすることが決定。デビュー以来映像作品を3作リリースしてきたが、音源のみの作品をリリースするのは今作が初めてとなる。

## 人物
- 好きなアーティストはゆらゆら帝国[5]。
- 個性的な容姿は、よくビョークに似ていると言われる[13]。

## 音楽性
- ポップとアバンギャルドが同居する独特の世界観とオルタナティブロックからスタンダードなポップまで、さまざまなバックグラウンドを感じさせる音像が注目を集めている[4][7]。

### ピアノ
- ピアノは小学校卒業くらいまで先生に教わっていたが、ほぼ独学のようなもの。練習をすごく嫌がっていたらピアノの先生が「自由に弾きなさい」と言ってくれたので、自分の好きなように弾きながら、先生が弾くクラシックの曲を身体で覚えるという練習の仕方をしていた[3]。
- 自分なりの弾き方を考え始めたのは14歳くらいの頃。そのきっかけは、ピアノにコードがあるということを知ったこと。それから歌詞のある曲を作れるようになった[3]。
- 15、6歳の頃は不協和音を弾くのは良くないと思っていたが、普段弾いているような感覚で弾けば不協和音もエッセンスになるかもしれないと思うようになり、意図して不協和音を使うようになった[3]。

## ディスコグラフィー

### ミニ・アルバム
|     | 発売日        | タイトル     | 規格 | 規格品番   | 収録曲 | 最高順位 |
| --- | ------------- | ------------ | ---- | ---------- | --- | -------- |
| 1st | 2013年8月28日 | ルネッサンス | CD   | CTCR-14748 | 1. 月のレヴェル 2. ぼっちはハイ 3. 舟の人 4. 踊り子 5. うでの毛 6. ルネッサンス 7. カーテン 全曲作詞作曲:おおたえみり/編曲:おおたえみり(#1,2,4,6),小西康陽(#3,5),池永正二(#7) | -        |

### シングル
|     | 発売日         | タイトル                           | 規格   | 規格品番   | 収録曲 | 最高順位 |
| --- | -------------- | ---------------------------------- | ------ | ---------- | --- | -------- |
| 1st | 2012年8月1日   | セカイの皆さんへ/集合体            | DVD+CD | CTBR-92077 | DVD 1. 舞台の女 2. 月のレヴェル 3. 女の絵本 4. あなたと私 5. カーテン CD 1. 集合体 【作詞作曲:おおたえみり/編曲:島田昌典】 2. 集合体（instrumental）                     | -        |
| 2nd | 2012年11月21日 | セカイの皆さんへ2/最短ルート       | DVD+CD | CTBR-92084 | DVD 1. パカパカ大学生 2. 猿の宴 3. フェードアウト人生 4. 輪廻 5. 母のもとへ CD 1. 最短ルート 【作詞作曲編曲:おおたえみり】 2. 最短ルート（instrumental）                 | -        |
| 3rd | 2013年1月30日  | セカイの皆さんへ3/かごめかごめ `12 | DVD+CD | CTBR-92087 | DVD 1. トマトソング 2. 調整中 3. きんちゃく 4. シャンデリア 5. 郵便局員タカギ CD 1. かごめかごめ 【作詞作曲:おおたえみり/編曲:島田昌典】 2. かごめかごめ（instrumental） | -        |

### 配信限定シングル
| 発売日         | タイトル                | 規格                   |
| -------------- | ----------------------- | ---------------------- |
| 2010年6月18日  | 最短ルート/セデス       | デジタル・ダウンロード |
| 2010年8月25日  | カーテン/きんちゃく     | デジタル・ダウンロード |
| 2010年12月22日 | 集合体/Wake Up おじさん | デジタル・ダウンロード |

### 参加作品
| 発売日        | アーティスト名  | タイトル                 | 収録アルバム                  | 規格 | 規格品番   | 最高順位 |
| ------------- | --------------- | ------------------------ | ----------------------------- | ---- | ---------- | -------- |
| 2014年1月22日 | Various artists | ビビディ・バビディ・ブー | Disney Rocks!!! Girl's Power! | CD   | AVCW-63008 | -        |

## ミュージックビデオ
| 監督         | 曲名                                        |
| 柴田哲平     | 「母のもとへ」「郵便局員タカギ」            |
| スミス       | 「月のレヴェル(2013)」                      |
| ヒグチリョウ | 「かごめかごめ'12」「最短ルート」「集合体」 |
| 牧鉄馬       | 「月のレヴェル(2012)」                      |

## タイアップ
| 曲名   | タイアップ                              |
| ------ | --------------------------------------- |
| 集合体 | スペースシャワーTV2012年8月度POWER PUSH |

## 主なライブ

### ワンマンライブ・主催イベント
- 2013年08月29日 - ルネサンス ～おおたえみり Very First mini ALBUM「ルネッサンス」Release Show～
- 2013年09月24日 - おおたえみり～Monthly Live in SEED SHIP Vol.1～
- 2013年10月21日 - おおたえみりpresents～ルネサンスはもうこない～
- 2013年11月22日 - おおたえみり～Monthly Live in SEED SHIP Vol.3～
- 2014年01月18日 - おおたえみり～Monthly Live in SEED SHIP Vol.4～
- 2014年02月11日 - おおたえみり～Monthly Live in SEED SHIP Vol.5～
- 2014年03月21日 - おおたえみり～Monthly Live in SEED SHIP Vol.6～
- 2014年05月08日 - おおたえみり～Monthly Live in SEED SHIP Vol.7～

### 出演イベント
- 2011年10月15日 - MINAMI WHEEL 2011
- 2012年07月22日 - JOIN ALIVE 2012
- 2012年08月08日 - Date fm夕涼みコンサート2012
- 2012年10月14日 - MINAMI WHEEL 2012
- 2012年12月03日 - Talking Rock! NEWEST LIVE!! vol.3
- 2012年02月21日 - SOUND SOUP act2
- 2013年03月01日 - JANUS presents ミナミピアノコンチェルト 第9番
- 2013年06月09日 - SAKAE SP-RING 2013
- 2013年08月21日 - 浜辺の恋心
- 2013年09月13日 - だって、女に生まれたのvol.2
- 2013年10月12日 - MINAMI WHEEL 2013
- 2013年11月08日 - YOUNG!STANDS!SOUNDS! -MINAMI WHEEL EDITION-
- 2014年04月28日 - People to People vol.15
- 2014年06月08日 - SAKAE SP-RING 2014
- 2014年08月23日 - RADIO BERRY 20th ANNIVERSARY ベリテンライブ2014 ～宇都宮ESPRIT～
- 2014年10月13日 - MINAMI WHEEL 2014
- 2014年10月23日 - 高岡まつり2014秋
- 2014年12月25日 - Lights of the holy night
- 2015年02月02日 - フリージアとショコラ 2015
- 2015年04月15日 - ミナミピアノコンチェルト 第17番
- 2015年04月19日 - トアロード・アコースティック・フェスティバル2015
- 2015年06月11日 - ミナミピアノコンチェルト 第18番
- 2015年06月21日 - やついいちろう presents YATSUI FESTIVAL! 2015
- 2015年11月03日 - HUG ROCK FESTIVAL 2015 秋頃
- 2015年11月09日 - 「私を北野に連れてって」
- 2016年02月24日 - フリージアとショコラ in OSAKA
- 2016年04月29日 - HUG ROCK FESTIVAL 2016 春うらら

### インタビュー
- CINRA.NET(2013年1月)
- CINRA.net(2013年8月)
- sibch.tv(2013年9月)